# U-Bahnhof Sanpolino
Der Bahnhof Sanpolino ist ein oberirdischer Bahnhof der U-Bahn Brescia. Er befindet sich auf einem Viadukt in der Mitte des gleichnamigen Stadtteiles und ist die vorletzte Station auf dem östlichen Strang der einzigen Metrolinie der Stadt.
Neben der rund 1,3 Kilometer entfernten Endstation Sant’Eufemia – Buffalora ist der Bahnhof Sanpolino die einzige auf einem Viadukt befindliche Metrostation Brescias. Der Bahnsteig befindet sich rund sieben Meter über dem Erdboden und ist durch eine Rolltreppe, zwei Treppen und einen Aufzug erreichbar.

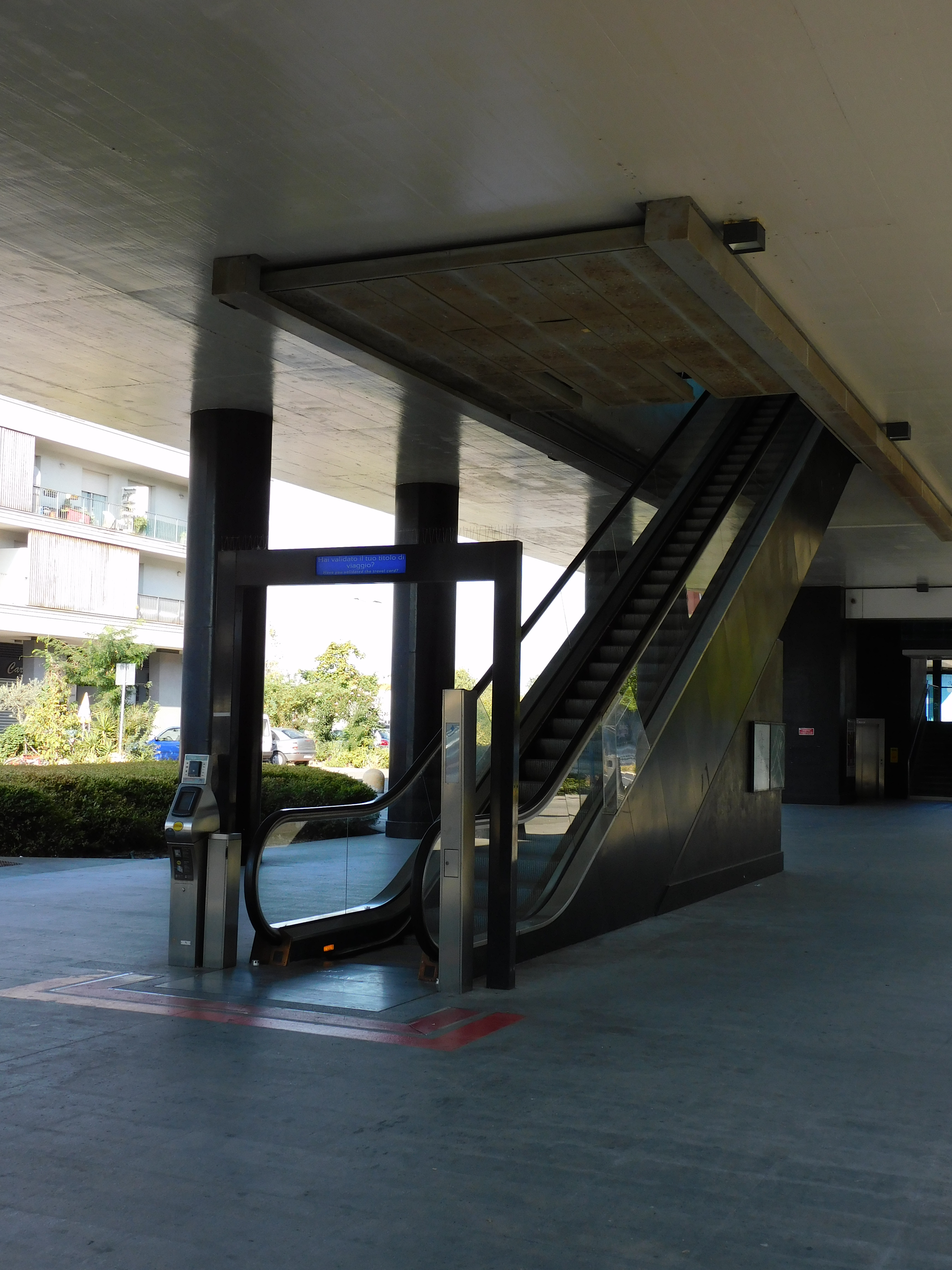
Zugang zum Bahnsteig

## Geschichte
Der Bahnhof Sanpolino wurde wie die gesamte U-Bahn am 2. März 2013 in Betrieb genommen. Mitte der 2010er Jahre wurden die zehn Pylone des Viadukts von Graffitikünstlern farblich gestaltet. Aufgrund von Wartungsarbeiten am Viaduktabschnitt der Metro waren die Stationen Sanpolino und Sant'Eufemia – Buffalora im Sommer 2020 für zwei Monate geschlossen. Im Jahr 2024 wurden die Seiten des Viadukts mit Schallschutzwänden verkleidet.

## Anbindung
| Linie | Verlauf |
| ----- | --- |
|       | Prealpino – Casazza – Mompiano – Europa – Ospedale – Marconi – San Faustino – Vittoria – Stazione FS – Bresciadue – Lamarmora – Volta – Poliambulanza – San Polo Parco – San Polo – Sanpolino – Sant’Eufemia-Buffalora |